# Super Cup 2005
Il Torneo della "Super Power Cup", patrocinato dall'International Rugby Board lascia il posto nel 2005 alla Super Cup. Il cambio di nome (più appropriato) avviene dopo la rinuncia della Russia, sostituita dalla Romania.
Il successo arride agli USA.

## Semifinali
| Tokyo 25 maggio 2005 | Giappone | 23 – 16 | Romania |  |

| Tokyo 25 maggio 2005 | Canada | 30 – 26 | Stati Uniti |  |

## Finale 3. Posto
| Tokyo 29 maggio 2005 | Giappone | 10 – 15 | Canada |  |

## Finale 1. Posto
| Tokyo 29 maggio 2005 | Stati Uniti | 28 – 22 | Romania |  |